# Mike Thurmeier
Michael « Mike » Thurmeier est un animateur et réalisateur canadien né en 1965 à Regina, en Saskatchewan. Il est principalement connu pour avoir réalisé avec Carlos Saldanha le film d'animation sorti en 2009, L'Âge de glace 3, ainsi que sa suite L'Âge de glace 4 avec Steve Martino et également son autre suite L'Âge de glace : Les Lois de l'Univers avec Galen Tan Chu.

## Filmographie

### Réalisateur
- 2006 : Il était une noix (No Time for nuts) avec Chris Renaud
- 2009 : L'Âge de glace 3 (Ice Age 3: Dawn of the Dinosaurs) avec Carlos Saldanha
- 2012 : L'Âge de glace 4 (Ice Age: Continental Drift) avec Steve Martino
- 2016 : L'Âge de glace : Les Lois de l'Univers (Ice Age: Collision Course) avec Galen T. Chu

### Scénariste
- 2002 : L'Âge de glace

### Animateur
- 1999 : Fight Club
- 2000 : Les Soprano (1 épisode)
- 2002 : L'Âge de glace
- 2002 : L'Aventure inédite de Scrat
- 2005 : Robots
- 2006 : L'Âge de glace 2
- 2008 : Horton